# Cucina gibutiana

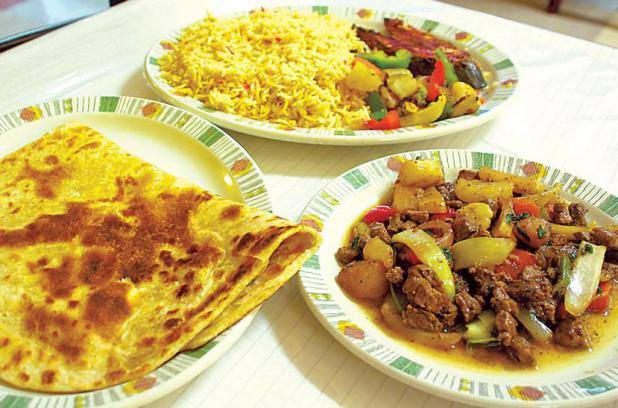
Un pasto gibutiano

La cucina gibutiana comprende le abitudini culinarie del Gibuti e dei popoli che lo abitano, ovvero gli issa e gli afar. Essa si basa sulle regole alimentari islamiche, ma trae spunto anche dalla cucina francese, indiana e da quelle dei paesi vicini.
Tra le specialità gibutiane vi sono il lahoh (termine yemenita che equivale al somalo canjeero), un pane basso simile all'enjera etiope, il tipico stufato chiamato maroq, una zuppa speziata di vitello dal nome fah-fah e lo yetakelt wet, uno stufato di verdure. In alcune aree del paese cresce una radice di papiro chiamata burri che viene mescolata al latte per creare un porridge.
Le carni più popolari sono quelle di vitello, cammello e capra. I pasti includono anche riso o pasta accompagnati da salse come la berberé e la niter kibbeh. Dalla cucina indiana provengono il tè, i samosa e un porrdige chiamato garoobey. I gibutiani mangiano anche gli spaghetti con le barbabietole, un piatto di derivazione somala nato ai tempi della colonizzazione italiana.